# Aldoma
Die Aldoma (russisch Алдома, Алдо́ма) ist ein 118 km langer Fluss in der Region Chabarowsk im Fernen Osten Russlands. Das Einzugsgebiet der Aldoma umfasst 3440 km². Der Flusslauf befindet sich im zentralen Osten des Rajons Ajano-Maiski.

## Flusslauf
Die Aldoma hat ihren Ursprung im Dschugdschurgebirge. Sie entspringt an der Nordflanke eines 1766 m hohen Gipfels. Die Aldoma fließt anfangs in einem Bogen um das Bergmassiv dieses Gipfels, anfangs 10 km nach Westen, anschließend bis zur Einmündung von Njandomi und Wtoroi Keni bei Flusskilometer 73 nach Süden und schließlich in Richtung Ostnordost. Bei Flusskilometer 95, an der Einmündung der Tugurma, liegt die verlassene Siedlung Semiretschje (Семиречье) am rechten Flussufer. Ab Flusskilometer 42 fließt die Aldoma entlang der südlichen Grenze des Dschugdschur-Naturschutzgebietes. Der Tantschi, größter Nebenfluss der Aldoma, trifft bei Flusskilometer 31 von Nordwesten kommend auf den Fluss. Dieser durchschneidet im Anschluss das Gebirge und wendet sich auf den letzten 30 Kilometern nach Osten. Die Aldoma mündet schließlich in die Aldoma-Bucht am Westrand des Ochotskischen Meeres. Südlich der Mündung befindet sich die verlassene Siedlung Aldoma.